# Starosilla (obwód czerkaski)
Starosilla (ukr. Старосілля, hist. pol. Starosiele Wielkie) – wieś na Ukrainie, w obwodzie czerkaskim, w rejonie czerkaskim, w hromadzie Mlijiw. W 2018 liczyła 2035 mieszkańców.